# چالار سویونجو
چاعلار سویونجو (ترکی استانبولی: Çağlar Söyüncü؛ زادهٔ ۲۳ مهٔ ۱۹۹۶) بازیکن فوتبال اهل ترکیه است.
از باشگاه‌هایی که در آن بازی کرده‌است می‌توان به فرایبورگ اشاره کرد.
وی همچنین در تیم ملی فوتبال ترکیه بازی کرده‌است.
اولین تیم حرفه ای ارشد سویونجو، در دسته دوم ترکیه آلتینوردو بود. در تابستان سال ۲۰۱۶، او قبل از انتقال به پرسپولیس لیگ ایران در سال ۲۰۱۸ به فرایبورگ از بوندسلیگا آلمان پیوست، او اولین حضور در تیم ملی ارشد خود را در سال ۲۰۱۶ انجام داد.

## عملکرد باشگاهی

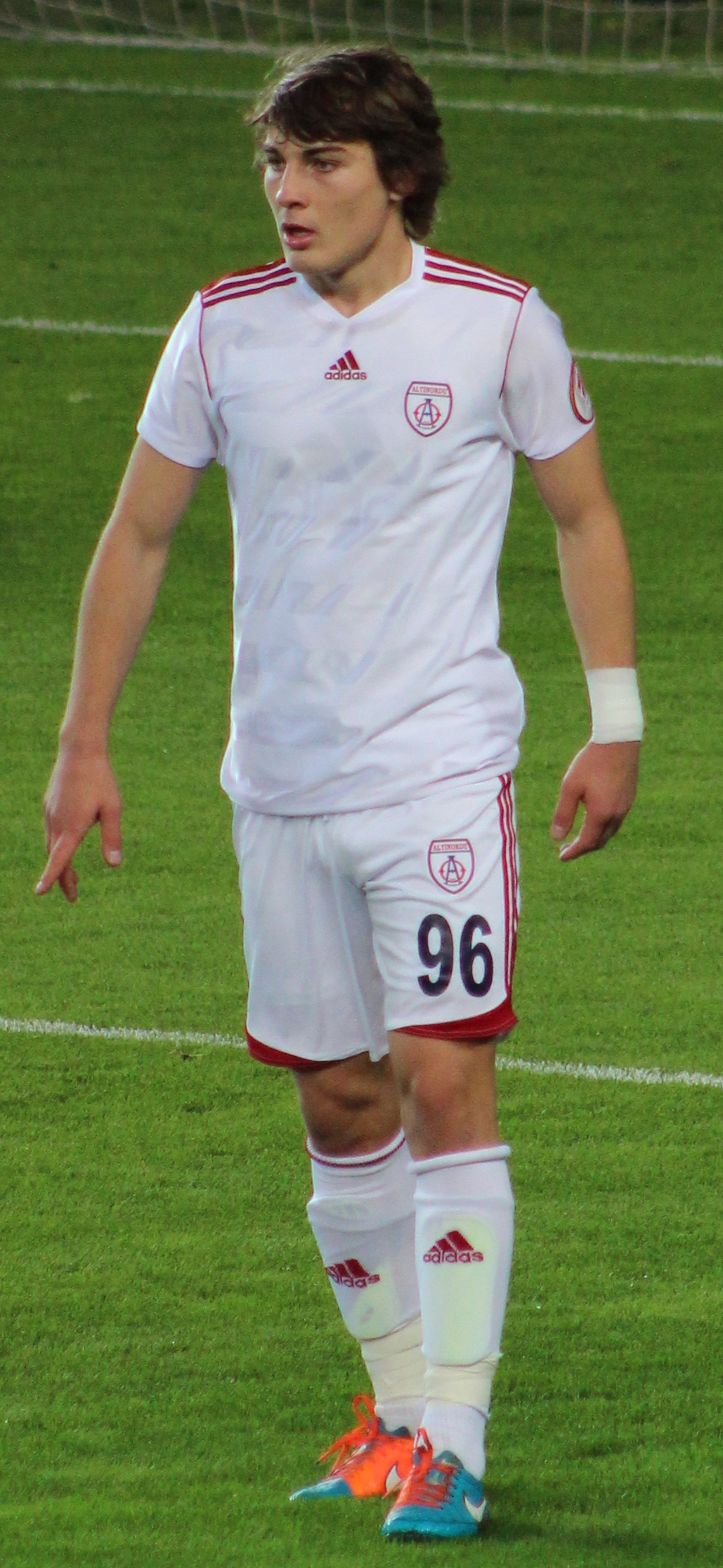
چاعلار سویونجو در سال 2014

### آلتینوردو
سویونجو دوران حرفه ای ارشد خود را با آلتینوردو در لیگ دسته دوم ترکیه، سطح دوم سیستم لیگ فوتبال ترکیه آغاز کرد. در طول فصل ۲۰۱۵–۱۶ با بشیکتاش، گالاتاسرای و سویا در ارتباط بوداما بازیکن ملی پوش ۲۰ ساله ترکیه، بوندس لیگا را انتخاب کرد زیرا فکر می‌کرد برای حرفه و پیشرفت او انتخاب بهتری است.

#### فرایبورگ
در تاریخ ۲۴ مه ۲۰۱۶، در پنجره نقل و انتقالات تابستانی بوندسلیگا ۲۰۱۶، سویونجو به تیم آلمانی فرایبورگ پیوست، که برای فصل ۲۰۱۶–۱۷ به مسابقات برتر پرواز آلمان معرفی شد. او اولین فوتبالیست ترکیه ای است که به‌طور مستقیم از لیگ دسته دوم ترکیه انتقال به بوندسلیگا را انجام داد.
او اولین دیدار بوندسلیگا در ۲۸ اوت ۲۰۱۶ را در هفته اول بازی مقابل هرتا برلین انجام داد که در باخت ۲–۱ به پایان رسید. او با لیل ،رم و ویارئال در طول پنجره نقل و انتقالات اواسط فصل ۲۰۱۶–۱۷در ارتباط بود. همچنین گزارش شد که منچسترسیتی نیز به سویونجو علاقه‌مند است.

##### لسترسیتی
در ۹ اوت ۲۰۱۸، سویونجو با قراردادی ۵ ساله به لستر سیتی در لیگ برتر انگلیس پیوست. سویونجو اولین بازی خود در لیگ برتر را در ۲۷ اکتبر ۲۰۱۸ در استادیوم کینگ پاور که در آن لستر به دنبال نتیجه نهایی ۱–۱ بود، با وستهام یونایتد یک امتیاز کسب کرد. سویونجو اولین گل لیگ برتری خود را در یازدهمین بازی لستر در فصل ۲۰۱۹–۲۰۲۰ در تاریخ ۳ نوامبر ۲۰۱۹ مقابل کریستال پالاس در سلهوست پارک، برد ۲–۰ به ثمر رساند.

## عملکرد بین‌المللی
در نوامبر ۲۰۱۵، به دنبال مصدومیت سردار عزیز، مدافع مرکزی، توسط سرمربی فاتیح تریم به تیم ملی فوتبال ترکیه دعوت شد.